# Ендрю Вівер (велогонщик)
Ендрю Вівер (англ. Andrew Weaver, 12 лютого 1959) — американський велогонщик.
Бронзовий призер Олімпійських Ігор 1984 року в роздільній командній гонці.